# Sorted
Pour plus de détails, voir Fiche technique et Distribution.
Sorted est un film britannique réalisé par Alexander Jovy, sorti en 2000.

## Fiche technique
- Titre : Sorted
- Réalisation : Alexander Jovy
- Scénario : Alexander Jovy et Nick Villiers
- Musique : Guy Farley
- Directeur de la photographie : Mike Southon
- Pays d'origine : Royaume-Uni
- Genre : thriller
- Date de sortie : 2000

## Distribution
- Matthew Rhys : Carl
- Sienna Guillory : Sunny
- Fay Masterson : Tiffany
- Tim Curry : Damian Kemp
- Jason Donovan : Martin
- Neil Maskell : Record Shop Geezer
- Stephen Marcus : Rob
- Kelly Brook : Sarah
- Idris Elba : Jam
- Brian Bovell : le douanier
- Mary Tamm : School Mother
- Alexander Jovy : Club DJ
- Colin McFarlane : Docteur